# Liste der Baudenkmale in Birkenwerder
In der Liste der Baudenkmale in Birkenwerder sind alle Baudenkmale der brandenburgischen Gemeinde Birkenwerder und ihrer Ortsteile aufgelistet. Grundlage ist die Veröffentlichung der Landesdenkmalliste mit dem Stand vom 31. Dezember 2020. Die Bodendenkmale sind in der Liste der Bodendenkmale in Birkenwerder aufgeführt.

## Baudenkmale
In den Spalten befinden sich folgende Informationen:
- ID-Nr.: Die Nummer wird vom Brandenburgischen Landesamt für Denkmalpflege vergeben. Ein Link hinter der Nummer führt zum Eintrag über das Denkmal in der Denkmaldatenbank. In dieser Spalte kann sich zusätzlich das Wort Wikidata befinden, der entsprechende Link führt zu Angaben zu diesem Denkmal bei Wikidata.
- Lage: die Adresse des Denkmales und die geographischen Koordinaten. Link zu einem Kartenansichtstool, um Koordinaten zu setzen. In der Kartenansicht sind Denkmale ohne Koordinaten mit einem roten beziehungsweise orangen Marker dargestellt und können in der Karte gesetzt werden. Denkmale ohne Bild sind mit einem blauen bzw. roten Marker gekennzeichnet, Denkmale mit Bild mit einem grünen beziehungsweise orangen Marker.
- Bezeichnung: Bezeichnung in den offiziellen Listen des Brandenburgischen Landesamtes für Denkmalpflege. Ein Link hinter der Bezeichnung führt zum Wikipedia-Artikel über das Denkmal.
- Beschreibung: die Beschreibung des Denkmales
- Bild: ein Bild des Denkmales und gegebenenfalls einen Link zu weiteren Fotos des Baudenkmals im Medienarchiv Wikimedia Commons

### Birkenwerder
| ID-Nr.   | Lage                                     | Bezeichnung | Beschreibung | Bild |
| -------- | ---------------------------------------- | --- | --- | --- |
| 09165463 | (Lage)                                   | So genannte „Rote Brücke“, auf dem Gelände des S-Bahnhofs Birkenwerder                                           | | weitere Bilder                                                                                                   |
| 09166091 | Akazienweg (Lage)                        | Stellwerk „Bib“                                                                                                  | | weitere Bilder                                                                                                   |
| 09165776 | Am Waldfriedhof (Lage)                   | Friedhofskapelle mit Vorplatz                                                                                    | Erbaut nach einem Entwurf des Architekten Paul Poser | Friedhofskapelle mit Vorplatz                                                                                    |
| 09165968 | Am Werder 1 (Lage)                       | Wohnhaus mit Nebengebäude                                                                                        | | Wohnhaus mit Nebengebäude                                                                                        |
| 09165247 | Am Werder 5 (Lage)                       | Wohnhaus mit Einfriedung                                                                                         | | Wohnhaus mit Einfriedung                                                                                         |
| 09165020 | Am Werder 6 (Lage)                       | Wohnhaus | | Wohnhaus |
| 09165840 | August-Bebel-Platz (Lage)                | Transformatorenhaus mit Pergola und Pavillon                                                                     | | Transformatorenhaus mit Pergola und Pavillon                                                                     |
| 09165019 | Clara-Zetkin-Straße (Lage)               | Sowjetischer Ehrenfriedhof                                                                                       | | Sowjetischer Ehrenfriedhof                                                                                       |
| 09165018 | Clara-Zetkin-Straße / An der Bahn (Lage) | Mahnmal für die Opfer des Faschismus (OdF)                                                                       | | Mahnmal für die Opfer des Faschismus (OdF)                                                                       |
| 09165248 | Clara-Zetkin-Straße 10 (Lage)            | Wohn- und Geschäftshaus                                                                                          | | Wohn- und Geschäftshaus                                                                                          |
| 09165249 | Clara-Zetkin-Straße 14 (Lage)            | Post- und Wohngebäude                                                                                            | Erbaut nach einem Entwurf des Architekten Paul Poser | weitere Bilder                                                                                                   |
| 09166074 | Erich-Mühsam-Straße 8 (Lage)             | Wohnhaus (Alte Post) mit Einfriedung und Hofpflasterung                                                          | | Wohnhaus (Alte Post) mit Einfriedung und Hofpflasterung                                                          |
| 09166075 | Friedensallee 30b (Lage)                 | Wohnhaus mit Einfriedung                                                                                         | | Wohnhaus mit Einfriedung                                                                                         |
| 09166023 | Gartenallee 4 (Lage)                     | Wohnhaus | | Wohnhaus |
| 09165017 | Hauptstraße (Lage)                       | Gedenkstein für Peter Raupach                                                                                    | | Gedenkstein für Peter Raupach                                                                                    |
| 09165246 | Hauptstraße (Lage)                       | Dorfkirche | Die evangelische Dorfkirche wurde 1847 bis 1849 nach einem Entwurf von Julius Manger und Friedrich August Stüler erbaut. 1880 wurde die Sakristei angebaut. 1930 kam ein weiterer Anbau hinzu, um die Symmetrie zu erhalten. | weitere Bilder                                                                                                   |
| 09166519 | Hauptstraße 21 (Lage)                    | Pump- und Filtergebäude des Städtischen Wasserwerks mit technischer Ausstattung                                  | | BW |
| 09165016 | Hauptstraße 34 (Lage)                    | Rathaus | | Rathaus |
| 09165427 | Hauptstraße 52 (Lage)                    | Pfarrhaus mit Scheune und Nebengebäude                                                                           | | Pfarrhaus mit Scheune und Nebengebäude                                                                           |
| 09165405 | Hauptstraße 59, 60 (Lage)                | Küster- und Schulhaus                                                                                            | | Küster- und Schulhaus                                                                                            |
| 09165250 | Hauptstraße 61 (Lage)                    | Schul- und Feuerwehrgebäude, ausschließlich des westlichen Erweiterungsbaus von 1960/63                          | Das L-förmige Gebäude wurde 1926 bis 1927 erbaut. Der Schultrakt wurde 1929 bis 1930 erbaut. Der Feuerwehrturm kam 1935 hinzu.                                                                                               | Schul- und Feuerwehrgebäude, ausschließlich des westlichen Erweiterungsbaus von 1960/63                          |
| 09165251 | Hauptstraße 64 (Lage)                    | Wohn- und Geschäftshaus                                                                                          | | Wohn- und Geschäftshaus                                                                                          |
| 09165570 | Hauptstraße 95 (Lage)                    | Wohnhaus mit Hofgebäude, Einfriedung und Pflasterung                                                             | | Wohnhaus mit Hofgebäude, Einfriedung und Pflasterung                                                             |
| 09165453 | Hauptstraße 209 (Lage)                   | Zwei Wirtschaftsgebäude des Guts Lindenhof                                                                       | | BW |
| 09166548 | Karl-Marx-Straße 28 (Lage)               | Wohnhaus mit Einfriedung                                                                                         | | Wohnhaus mit Einfriedung                                                                                         |
| 09165777 | Lindenallee 26 (Lage)                    | Wohnhaus mit Nebengebäude und Einfriedung                                                                        | | Wohnhaus mit Nebengebäude und Einfriedung                                                                        |
| 09165567 | Sacco-Vanzetti-Straße 4-8 (Lage)         | Wohnhaus | | Wohnhaus |
| 09165015 | Summter Straße 4 (Lage)                  | Clara-Zetkin-Gedenkstätte (Wohnstätte Clara Zetkins), einschließlich Arbeitszimmer, Gartenanlage und Gedenktafel | Clara Zetkin lebte von 1929 bis 1932 in Birkenwerder. | Clara-Zetkin-Gedenkstätte (Wohnstätte Clara Zetkins), einschließlich Arbeitszimmer, Gartenanlage und Gedenktafel |
| 09166024 | Summter Straße 47 (Lage)                 | Villa mit Nebengebäude                                                                                           | | Villa mit Nebengebäude                                                                                           |
| 09165773 | Summter Straße 54 (Lage)                 | Wohnhaus mit Einfriedung                                                                                         | | Wohnhaus mit Einfriedung                                                                                         |
| 09165727 | Viktoriaallee 22 (Lage)                  | Wohnhaus | | Wohnhaus |